# José Maria López Etxeberria
José Maria López Etxeberria, més conegut com a Josema (Sant Sebastià, 16 de gener de 1969) és un exfutbolista basc, que ocupava la posició de migcampista.

## Trajectòria
Després de destacar a les files del Deportivo Alavés, el 1991 s'incorpora al filial de l'Athletic Club. No arriba a debutar amb el primer equip, i a l'estiu de 1993 marxa a la UD Salamanca. Amb el conjunt castellà aconsegueix dos ascensos consecutius que els porten de Segona B a primera divisió.
Eixa 95/96 Josema debuta a la màxima categoria. El Salamanca queda cuer, però el migcampista destaca en els 28 partits que disputa i fitxa pel Celta de Vigo. En l'equip de Balaidos hi apareix fins a 48 partis de lliga en les tres temporades que hi roman, amb uns nombres prou semblants en cada campanya.
La temporada 99/00 recala al CA Osasuna, on assoleix un nou ascens a la màxima categoria. Juga 15 partits eixa any, però una lesió l'aparta dels terrenys de joc, fins a retirar-se el 2001.